# دیتون (اوهایو)
دیتون (Dayton) شهری است در ایالت اوهایو از کشور ایالات متحده آمریکا که در فاصله کمی از شهر Columbusمرکز ایالت اوهایو واقع و فاصله کمی از شهرCincinnati که از مراکز مهم اقتصادی منطقه است واقع شده‌است. رود بزرگ و معروف میامی از وسط این شهر عبور می‌کند.Grate Miami River
شهر دیتون محل تولد برادران ویلبرت رایت مخترع هواپیما است. اولین هواپیما در آسمان این شهر به پرواز درآمد.

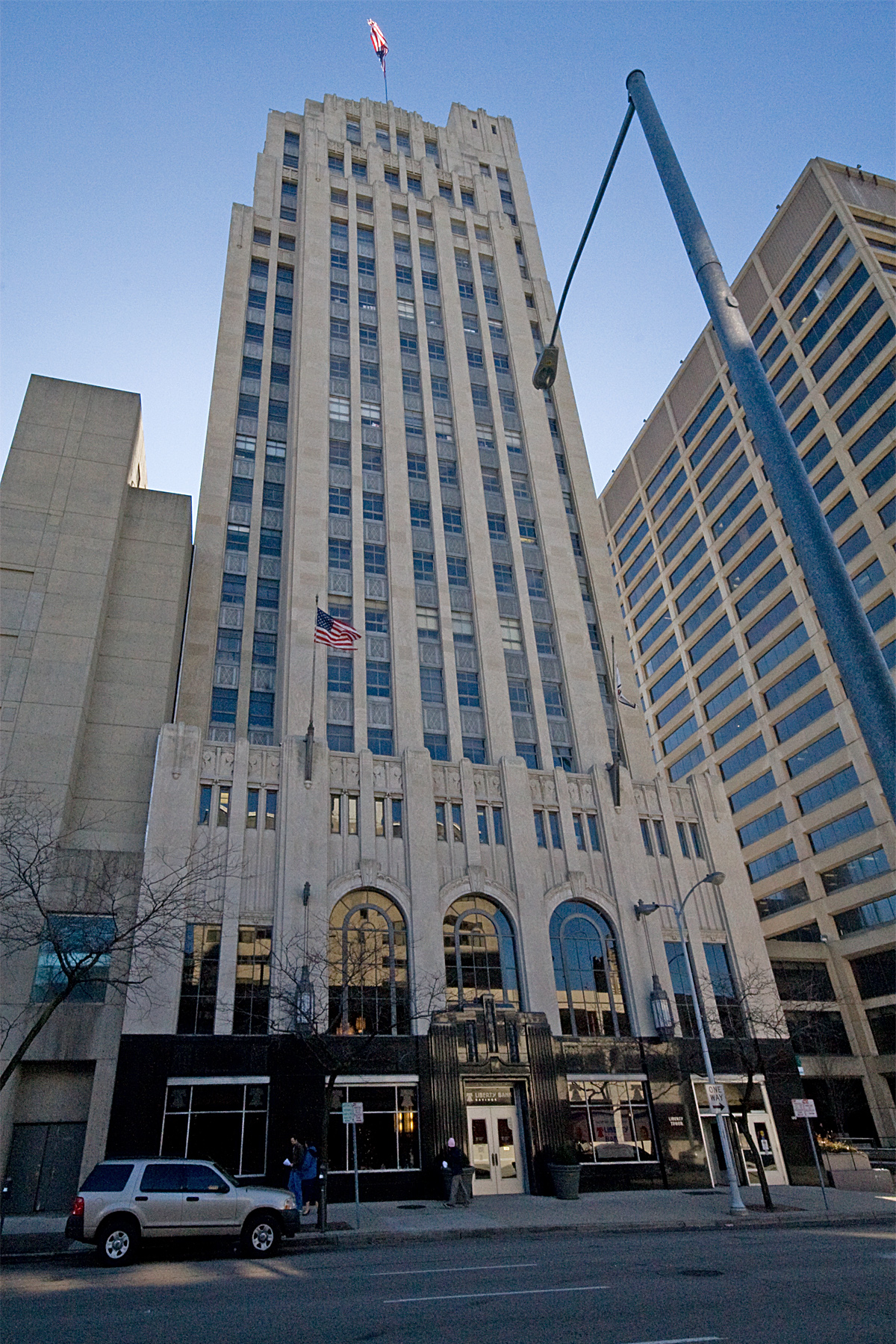
Mutual Home Savings Building

نیروی هوایی ایالات متحده آمریکا به همین علت بزرگترین پایگاه نظامی هوایی خود را در این شهر قرار داده‌است و همچنین یک مرکز تحقیقات هوایی با نام Wright Patterson Air Force Base و بزرگترین موزه هوایی جهان با نام National Museum of the United States Air Force در این شهر مستقر شده‌است.
نمایش‌های هوایی این شهر از جاذبه‌های خاص آن به‌شمار می‌رود.
۶۰/. جمعیت آمریکا در فاصله ۸۰۰ کیلومتری از این شهر می‌باشند؛ که همین امر بر موقعیت استراتژیک این شهر افزوده.
۳۲۰۰۰ نفر از جمعیت این شهر کارمند می‌باشند.

## مراکز دانشگاهی
دانشگاه دیتون University of Dayton بزرگترین و معروفترین دانشگاه این شهر است.
این دانشگاه کاتولیک بوده وبزرگترین دانشگاه خصوصی ایالت اوهایو به‌شمار می‌رود؛ که بیش از ۱۲۰۰۰ دانشجو دارد و در سال ۱۸۵۰ میلادی تأسیس شده‌است و از دانشگاه‌های قدیمی آمریکا به‌شمار می‌رود.
مرکز تحقیقات این دانشگاه رتبه دوم را درحمایت مالی از تحقیقات را دارا می‌باشد و همچنین تیم بسکتبال این دانشگاه جز چند تیم برتر آمریکا به‌شمار می‌آیید.
پشتوانه مالی این دانشگاه ۵۱۸/۲ میلیون دلار آمریکا می‌باشد و دارای ۹۲۲ عضو هیئت علمی می‌باشد.
این دانشگاه در مرکز شهر و در نزدیکی رود بزرگ میامی واقع شده‌است.
دومین دانشگاه این شهر Wright State Universityمی‌باشد؛ که دولتی بوده و در سال ۱۹۶۷ تأسیس شده‌است.
انسیتو هنر دیتون Dayton Art Institute نیز از مهم‌ترین مراکز آموزشی شهر می‌باشد.
از دیگر مراکز علمی این شهر می‌توان Ohio Institute of Photography and Technology را نام برد که در سال ۱۹۷۱ تأسیس شده‌است.
شهر دیتون دارای ۳۴ مدرسه دولتی و ۳۵ مدرسه خصوصی می‌باشد که ۱۶۸۵۵ دانش آموز را در خود جای داده‌است.

## تاریخچه
شهر دیتون در سال ۱۷۹۶ توسط گروهی به نام تامپسون (The Thompson Party) بنا شد. این گروه که از شهر سینسیناتی توسط قایق در رود میامی به محل کنونی شهر دیتون رسیدند و در آنجا به گروهی از آمریکای‌های اصیل برخورد کردند و این شهر را بنا نهادند که در حقیقت پاسخی بود به نیاز صنعتی و حمل ونقل شهر سینسیناتی. در سال ۱۸۰۳ رسماً این شهر توسط دولت پذیرفته و ثبت شد.

## مراکز دیدنی
این شهر همچنین به دلیل قدمت خود خاستگاه موزه‌های بسیاری می‌باشد،
موزه هنری این شهر جزء ۱۰ موزه برتر ایالات متحده می‌باشد.
همچنین موزه کودکان این شهر دارای شهرت می‌باشد بطوری‌که در سال ۲۰۰۷ تعداد ۳۰۳۸۳۴ بازدیدکننده داشته‌است.
موزه هوانوردی دیتون بزرگترین موزه هوایی جهان است که سالانه گردشگران زیادی راجذب می‌کند. شهر دیتون دارای شمار زیادی پارک می‌باشد که از نظر تعداد و سایر مشخصات قابل رقابت و بی‌نظیر می‌باشند که از آن جمله می‌توان جان برایان پارک (john bryan park)و ایستر وود پارک (Eastwood Metropark) می‌توان نام برد.
موزه صلح دیتون دومین موزه صلح ایالات متحده آمریکا می‌باشد بعد از شهر شیکاگو.

## معاهده صلح دیتون
معاهده صلح دیتون (Dayton Peace Agreement) در ۱۴ دسابر ۱۹۹۵ در این شهر به امضا رسید که تلاشی بود برای خاتمه دادن جنگ بوسنی

## صنعت
شهر دیتون دارای صنایع زیادی در زمینه‌های ساختمانی / اتومبیل سازی و ساخت قطعات صنعتی می‌باشد. در گذشته شرکت جنرال موتور و جنرال الکتریک دارای بیش از ۱۰ کارخانه در زمینه‌های مختلف از جمله اتومبیل سازی بوده‌اند که با ورود به رکود اقتصادی شماری از آن‌ها به تعطیلی کشانده شده بودند. با بهبود اوضاع اقتصادی ایالات متحده صنایع متوسط وبزرگ مجدداً در این شهر شروع به کار کرده‌اند.

## رسانه‌ها
روزنامه دیتون دیلی نیوز (The Dayton Daily News) روزنامه اصلی شهر دیتون می‌باشد که خود مالکیت چندین رسانه مثل Dayton Business Journal و Cox Enterprises را دارا می‌باشد.
کانالهای ۲-۷-۲۲-۴۵-۲۶-۱۶-WHIO-TV/WRGT-TV... توسط اوپراتورهای محلی نظیر Sinclair Broadcasting ارائه می‌شوند و ایستگاه‌های رادیویی نظیر WYSO, NPR و۹۹٫۹ … می‌باشند.

## تیم‌های ورزشی
شهر دیتون دارای تیم‌های متعدد و در زمینه‌های مختلف می‌باشد که دارای افتخارات بسیار زیادی نیز می‌باشند.
| Club                   | League                    | Sport      | Venue | Established |
| ---------------------- | ------------------------- | ---------- | --- | ----------- |
| Dayton Dragons         | Midwest League            | Baseball   | Fifth Third Field | ۲۰۰۰        |
| Dayton Demolition      | Federal Hockey League     | Ice hockey | Hara Arena | ۲۰۱۵        |
| Dayton Air Strikers    | Premier Basketball League | Basketball | James S. Trent Arena | ۲۰۱۱        |
| Dayton Dutch Lions     | USL Pro                   | Soccer     | DOC Stadium | ۲۰۰۹        |
| Dayton Flyers          | ان‌سی‌ای‌ای بخش یکم          | (multiple) | Welcome Stadium (Football), University of Dayton Arena (Basketball), Thomas J. Frericks Center (Volleyball), Woerner Field (Baseball) | ۱۹۰۳        |
| Wright State Raiders   | NCAA Division I           | (multiple) | Ervin J. Nutter Center (Basketball), Alumni Field (Soccer), Nischwitz Stadium (Baseball)                                              | ۱۹۶۸        |
| Dayton Area Rugby Club | Midwest Division II       | Rugby      | Eastwood Metropark | ۱۹۶۹        |

## بزرگراها
بزرگراه‌های ۷۵ و ۷۰ و ۶۷۵ و ۳۵ نیز از این شهر عبور می‌کنند.

## شهرهای خواهرخوانده
شهر دیتون با ۵ شهر زیر خواهرخوانده است:
شهر آوگسبورگ در آلمان (Augsburg)،
شهر خولون در اسراییل (Holon)،
شهر اوسیو کاناگاوا در ژاپن (Ōiso Kanagawa)،
شهر سارایوو در هرزگوین (Sarajevo)،
شهر مونروویا در آفریقای جنوبی
(Monrovia)

## آب و هوای دیتون
شهر دیتون چهار فصل می‌باشد و رطوبت هوا عموماً ۶۵٪ می‌باشد. بهار و پاییز بهترین و زیباترین فصل بوده و هوا معتدل می‌باشد. تابستان‌ها گرم و شرجی و پر باران است. زمستان‌ها سرد و پر برف است. طبیعت این شهر به لطف باران و رطوبت هوا بسیار سرسبز و زیبا می‌باشد.

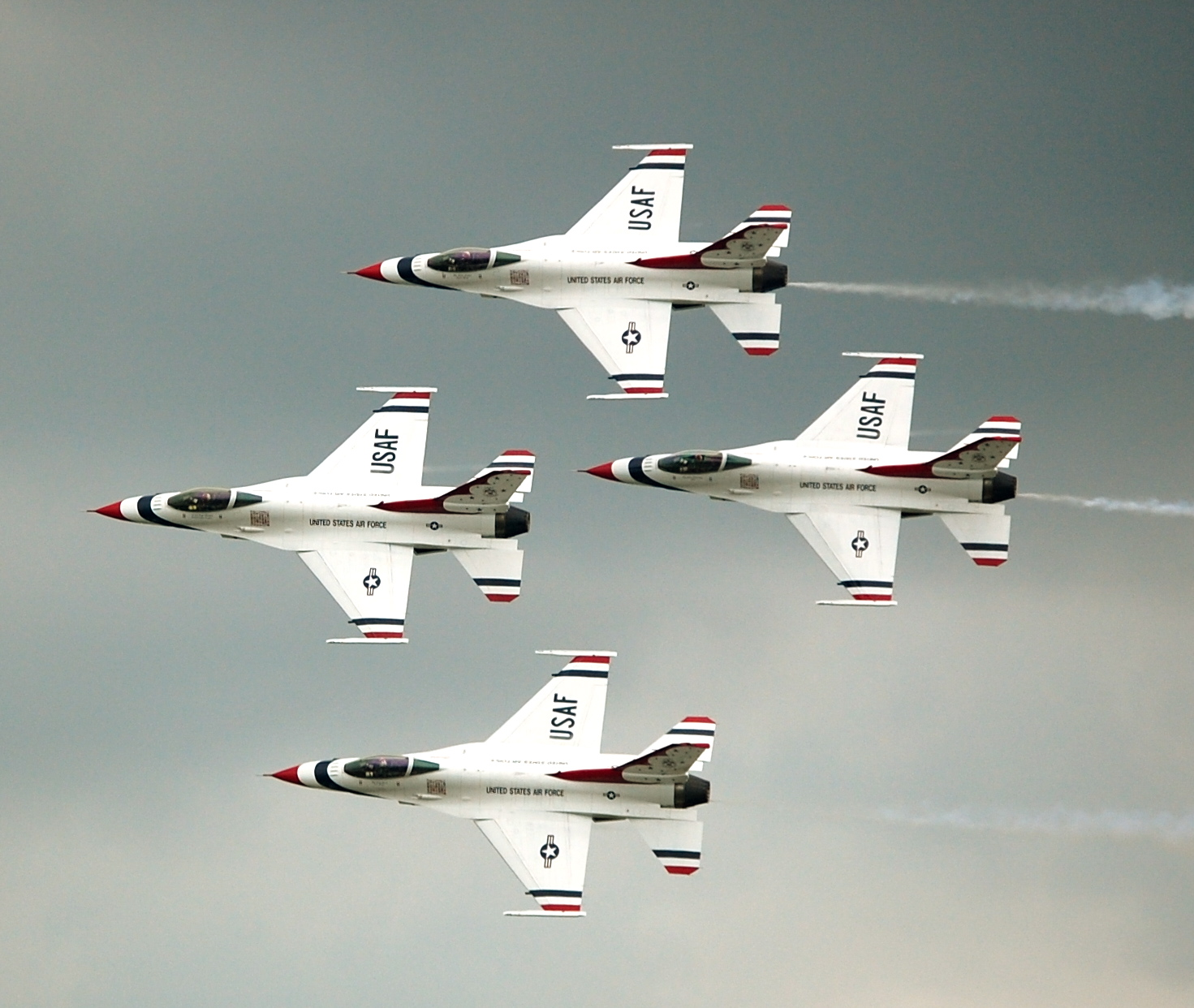
Thunderbirds at the 2009 Dayton Air Show

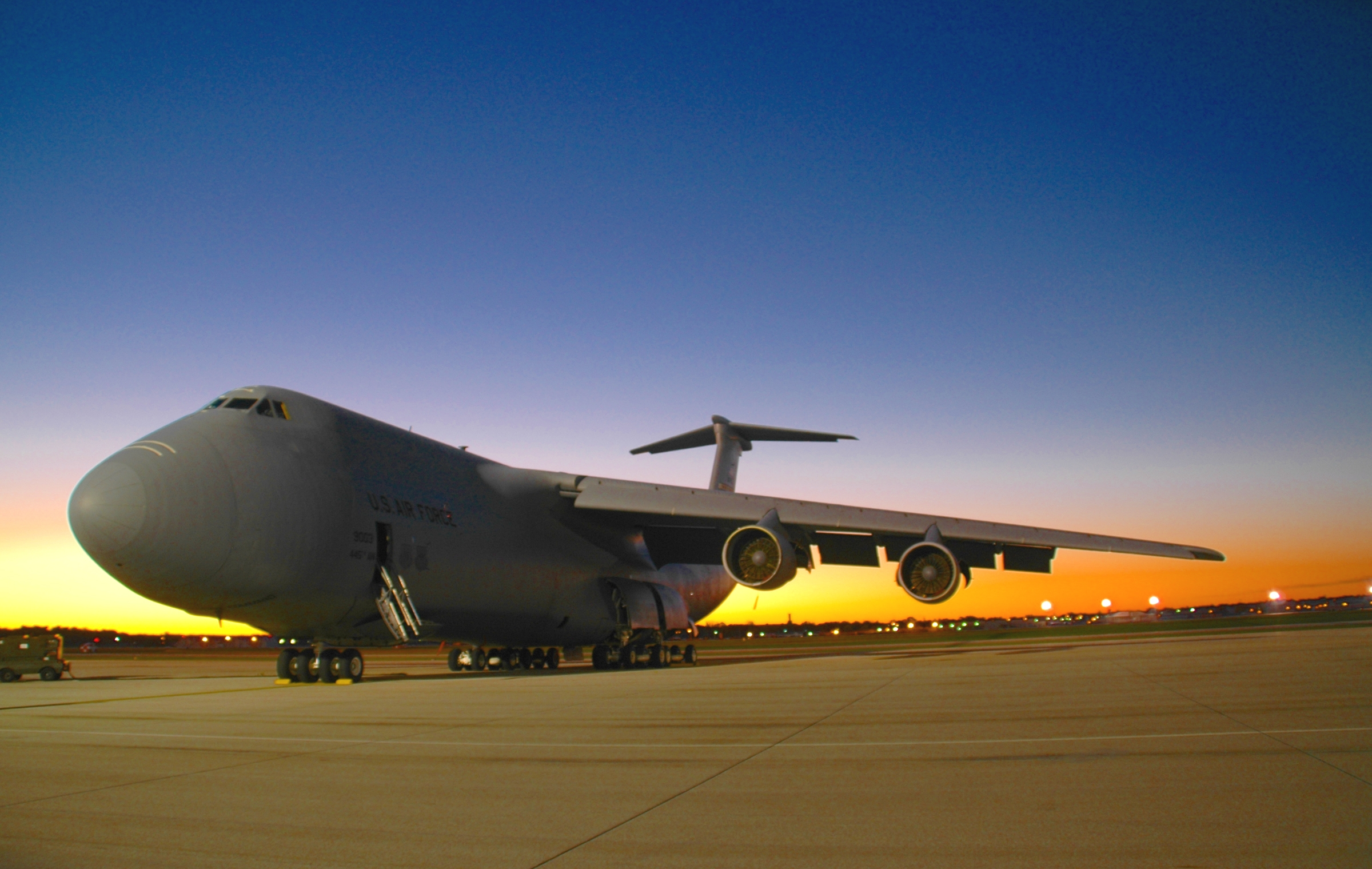
C-5 Galaxy at Wright-Patterson AFB

| داده‌های اقلیم Dayton, Ohio (فرودگاه بین‌المللی دیتون), 1981–2010 normals | داده‌های اقلیم Dayton, Ohio (فرودگاه بین‌المللی دیتون), 1981–2010 normals | داده‌های اقلیم Dayton, Ohio (فرودگاه بین‌المللی دیتون), 1981–2010 normals | داده‌های اقلیم Dayton, Ohio (فرودگاه بین‌المللی دیتون), 1981–2010 normals | داده‌های اقلیم Dayton, Ohio (فرودگاه بین‌المللی دیتون), 1981–2010 normals | داده‌های اقلیم Dayton, Ohio (فرودگاه بین‌المللی دیتون), 1981–2010 normals | داده‌های اقلیم Dayton, Ohio (فرودگاه بین‌المللی دیتون), 1981–2010 normals | داده‌های اقلیم Dayton, Ohio (فرودگاه بین‌المللی دیتون), 1981–2010 normals | داده‌های اقلیم Dayton, Ohio (فرودگاه بین‌المللی دیتون), 1981–2010 normals | داده‌های اقلیم Dayton, Ohio (فرودگاه بین‌المللی دیتون), 1981–2010 normals | داده‌های اقلیم Dayton, Ohio (فرودگاه بین‌المللی دیتون), 1981–2010 normals | داده‌های اقلیم Dayton, Ohio (فرودگاه بین‌المللی دیتون), 1981–2010 normals | داده‌های اقلیم Dayton, Ohio (فرودگاه بین‌المللی دیتون), 1981–2010 normals | داده‌های اقلیم Dayton, Ohio (فرودگاه بین‌المللی دیتون), 1981–2010 normals |
| ماه                                                                     | ژانویه                                                                  | فوریه                                                                   | مارس                                                                    | آوریل                                                                   | مه                                                                      | ژوئن                                                                    | ژوئیه                                                                   | اوت                                                                     | سپتامبر                                                                 | اکتبر                                                                   | نوامبر                                                                  | دسامبر                                                                  | سال                                                                     |
| ----------------------------------------------------------------------- | ----------------------------------------------------------------------- | ----------------------------------------------------------------------- | ----------------------------------------------------------------------- | ----------------------------------------------------------------------- | ----------------------------------------------------------------------- | ----------------------------------------------------------------------- | ----------------------------------------------------------------------- | ----------------------------------------------------------------------- | ----------------------------------------------------------------------- | ----------------------------------------------------------------------- | ----------------------------------------------------------------------- | ----------------------------------------------------------------------- | ----------------------------------------------------------------------- |
| سابقهٔ بیش‌ترین °C (°F)                                                   | ۷۵ (۲۴)                                                                 | ۷۳ (۲۳)                                                                 | ۸۷ (۳۱)                                                                 | ۹۰ (۳۲)                                                                 | ۹۸ (۳۷)                                                                 | ۱۰۲ (۳۹)                                                                | ۱۰۸ (۴۲)                                                                | ۱۰۳ (۳۹)                                                                | ۱۰۲ (۳۹)                                                                | ۹۴ (۳۴)                                                                 | ۷۹ (۲۶)                                                                 | ۷۲ (۲۲)                                                                 | ۱۰۸ (۴۲)                                                                |
| میانگین بیش‌ترین °C (°F)                                                 | ۳۴٫۷ (۲)                                                                | ۳۸٫۹ (۴)                                                                | ۴۹٫۶ (۱۰)                                                               | ۶۱٫۹ (۱۷)                                                               | ۷۱٫۵ (۲۲)                                                               | ۸۰٫۲ (۲۷)                                                               | ۸۳٫۸ (۲۹)                                                               | ۸۲٫۶ (۲۸)                                                               | ۷۵٫۹ (۲۴)                                                               | ۶۳٫۸ (۱۸)                                                               | ۵۱٫۱ (۱۱)                                                               | ۳۸٫۱ (۳)                                                                | ۶۱٫۱ (۱۶)                                                               |
| میانگین کم‌ترین °C (°F)                                                  | ۲۰٫۳ (−۶)                                                               | ۲۳٫۱ (−۵)                                                               | ۳۱٫۲ (۰)                                                                | ۴۱٫۴ (۵)                                                                | ۵۱٫۴ (۱۱)                                                               | ۶۰٫۹ (۱۶)                                                               | ۶۴٫۵ (۱۸)                                                               | ۶۲٫۷ (۱۷)                                                               | ۵۴٫۹ (۱۳)                                                               | ۴۴٫۰ (۷)                                                                | ۳۴٫۶ (۱)                                                                | ۲۴٫۳ (−۴)                                                               | ۴۲٫۸ (۶)                                                                |
| سابقهٔ کم‌ترین °C (°F)                                                    | −۲۵ (−۳۲)                                                               | −۲۸ (−۳۳)                                                               | −۷ (−۲۲)                                                                | ۱۵ (−۹)                                                                 | ۲۶ (−۳)                                                                 | ۴۰ (۴)                                                                  | ۴۴ (۷)                                                                  | ۳۹ (۴)                                                                  | ۲۸ (−۲)                                                                 | ۱۸ (−۸)                                                                 | −۲ (−۱۹)                                                                | −۲۰ (−۲۹)                                                               | −۲۸ (−۳۳)                                                               |
| بارندگی میلی‌متر (اینچ)                                                  | ۲٫۷۴ (۷۰)                                                               | ۲٫۲۸ (۶۰)                                                               | ۳٫۴۰ (۹۰)                                                               | ۴٫۰۷ (۱۰۰)                                                              | ۴٫۶۵ (۱۲۰)                                                              | ۴٫۱۵ (۱۱۰)                                                              | ۴٫۰۵ (۱۰۰)                                                              | ۲٫۹۹ (۸۰)                                                               | ۳٫۱۱ (۸۰)                                                               | ۲٫۹۴ (۷۰)                                                               | ۳٫۳۹ (۹۰)                                                               | ۳٫۱۲ (۸۰)                                                               | ۴۰٫۸۸ (۱٬۰۴۰)                                                           |
| بارش برف سانتی‌متر (اینچ)                                                | ۸٫۰ (۲۰)                                                                | ۶٫۵ (۱۷)                                                                | ۳٫۹ (۱۰)                                                                | ۰٫۵ (۱)                                                                 | ۰ (۰)                                                                   | ۰ (۰)                                                                   | ۰ (۰)                                                                   | ۰ (۰)                                                                   | ۰ (۰)                                                                   | ۰٫۳ (۱)                                                                 | ۰٫۶ (۲)                                                                 | ۵٫۱ (۱۳)                                                                | ۲۵٫۰ (۶۴)                                                               |
| میانگین روزهای بارندگی (≥ ۰.۰۱ in)                                      | ۱۲٫۷                                                                    | ۱۱٫۴                                                                    | ۱۲٫۲                                                                    | ۱۳٫۰                                                                    | ۱۳٫۴                                                                    | ۱۱٫۵                                                                    | ۱۰٫۵                                                                    | ۸٫۳                                                                     | ۸٫۳                                                                     | ۸٫۸                                                                     | ۱۱٫۳                                                                    | ۱۲٫۳                                                                    | ۱۳۳٫۸                                                                   |
| میانگین روزهای برفی (≥ ۰.۱ in)                                          | ۷٫۲                                                                     | ۶٫۳                                                                     | ۳٫۴                                                                     | ۱٫۱                                                                     | ۰                                                                       | ۰                                                                       | ۰                                                                       | ۰                                                                       | ۰                                                                       | ۰٫۲                                                                     | ۱٫۲                                                                     | ۵٫۴                                                                     | ۲۴٫۹                                                                    |
| میانگین روزانه ساعت‌های تابش آفتاب                                       | ۱۳۳٫۳                                                                   | ۱۳۸٫۴                                                                   | ۱۷۹٫۸                                                                   | ۲۱۳٫۰                                                                   | ۲۶۳٫۵                                                                   | ۲۹۴٫۰                                                                   | ۲۹۷٫۶                                                                   | ۲۷۵٫۹                                                                   | ۲۳۷٫۰                                                                   | ۱۹۲٫۲                                                                   | ۱۱۷٫۰                                                                   | ۹۹٫۲                                                                    | ۲٬۴۴۰٫۹                                                                 |
| منبع: NOAA (extremes 1893–present), HKO (sun only, 1961–1990)           |                                                                         |                                                                         |                                                                         |                                                                         |                                                                         |                                                                         |                                                                         |                                                                         |                                                                         |                                                                         |                                                                         |                                                                         |                                                                         |

,